# Innocenzo Spinazzi

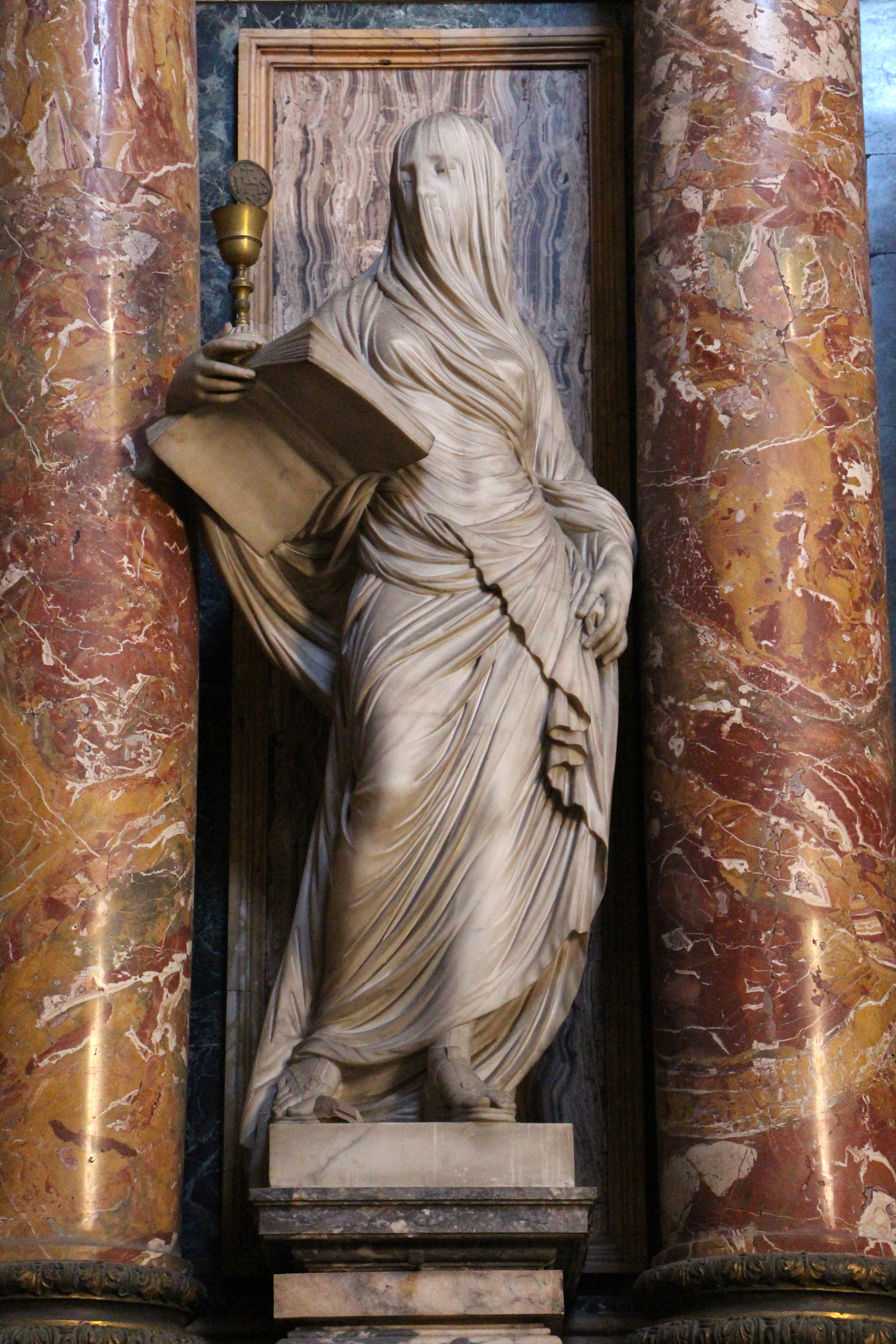
Tron (1781). Santa Maria Maddalena dei Pazzi, Florens.

Innocenzo Spinazzi, född 18 juli 1726 i Rom, död 19 november 1798 i Florens, var en italiensk skulptör under senbarocken.
Innocenzo Spinazzi gick i lära hos Giovanni Battista Maini och fann inspiration i Berninis formspråk. Ett av hans mästerverk är den allegoriska marmorskulpturen Tron (1781) i kyrkan Santa Maria Maddalena dei Pazzi i Florens.
Innocenzo Spinazzi var professor i skulptur vid Accademia di Belle Arti di Firenze från 1784 fram till sin död.